# نانسي موريخون
نانسي موريخون (بالإسبانية: Nancy Morejón) كاتبة ومترجمة ومربية كوبية، من أكبر كتاب وشعراء كوبا. اشتهرت بمعالجتها لقضايا النساء وتجربة الزنوج الكوبيين.

## سيرتها
ولدت في هافانا في 7 أغسطس 1944 في أسرة كادحة. أبوها من أصل أفريقي وأمها من أصول أوروبية صينية مختلطة. بدأت بكتابة الشعر في الثالثة عشر من عمرها. في الخامسة عشر بدأت بتدريس اللغة الإنكليزية. صدرت أول مجموعة شعرية لها عندما كانت في الثامنة عشر. تخرجت من جامعة هافانا بمرتبة شرف بعد أن درست الآداب الأوروبية والكاريبية والكوبية وصارت تتكلم بطلاقة بالإنكليزية والفرنسية والإسبانية. درّست اللغة الفرنسية في أكاديمية كوبية وشغلت منصباً في وزارة الداخلية الكوبية، وهي معروفة لترحماتها الأدبية من الإنكليزية والفرنسية إلى الإسبانية، لا سيما الأدب الكاريبي. تخرجت من جامعة هافانا في سنة 2006. تناولت أطروحتها البحثية إبداع إيمي سيزير. نانسي موريخون عضو في أكاديمية العلوم الكوبية (1991) وأكاديمية اللغات في كوبا (1999).

## الجوائز
حصلت على جوائز عديدة، منها «جائزة النقاد» (في السنوات 1986 و1997 و2000) والجائزة الوطنية الأدبية الكوبية (2001) وجائزة الإكليل الذهبي في 2006.